# Strumpfbandfisch
Der Strumpfbandfisch oder auch Degenfisch (Lepidopus caudatus) ist ein über dem Meeresgrund und im Freiwasser (benthopelagial) lebender Fisch der Gattung Lepidopus aus der Familie der Haarschwänze (Trichiuridae). Das Verbreitungsgebiet des bis zu zwei Meter langen Raubfisches erstreckt sich vom nördlichen und südlichen Atlantik über den südlichen Indischen Ozean bis in den südlichen Pazifik. Der Strumpfbandfisch ist in vielen Ländern für die Fischerei von kommerziellem Interesse.

## Allgemeines
Lepidopus caudatus wurde 1788 erstmals von dem schwedischen Naturforscher Bengt Anders Euphrasén unter dem Namen Trichiurus caudatus beschrieben. Weitere Synonyme sind Lepidopus argenteus (Bonnaterre, 1788), Lepidopus gouanianus (Lacepède, 1800), Lepidopus lex (Phillipps, 1932), Lepidopus peronii (Risso, 1810), Lepidopus xantusi (Goode & Bean, 1896), Scarcina argyrea (Rafinesque, 1810), Trichiurus ensiformis (Vandelli, 1797), Trichiurus gladius (Holten, 1802), Vandellius lusitanicus (Shaw, 1803) und Ziphotheca tetradens (Montagu, 1811).

## Merkmale
Wie die meisten Fische besitzt L. caudatus einen bilateralsymmetrischen Körper. Dieser ist lateral abgeplattet und sehr stark bandartig verlängert. Im FAO Species Catalogue der Vereinten Nationen werden die wichtigsten Bestimmungsmerkmale aufgeführt. Diese sind im Folgenden beschrieben.
Die Rückenflosse des Fischs erstreckt sich vom Kopf bis zur Schwanzflosse. Sie besteht aus 98 bis 110 Weichstrahlen, die durch eine häutige Membran verbunden sind. Hinter den paarigen Brustflossen liegen die nur noch rudimentär vorhandenen Bauchflossen. Die Afterflosse besteht aus 59 bis 66, teilweise separierten, dornartigen Weichstrahlen, von denen ausschließlich die 15 bis 24 weiter hinten Gelegenen durch eine häutige Membran verbunden sind. Die im Verhältnis zu der Körpergröße relativ kleine Schwanzflosse ist deutlich abgesetzt und gegabelt.

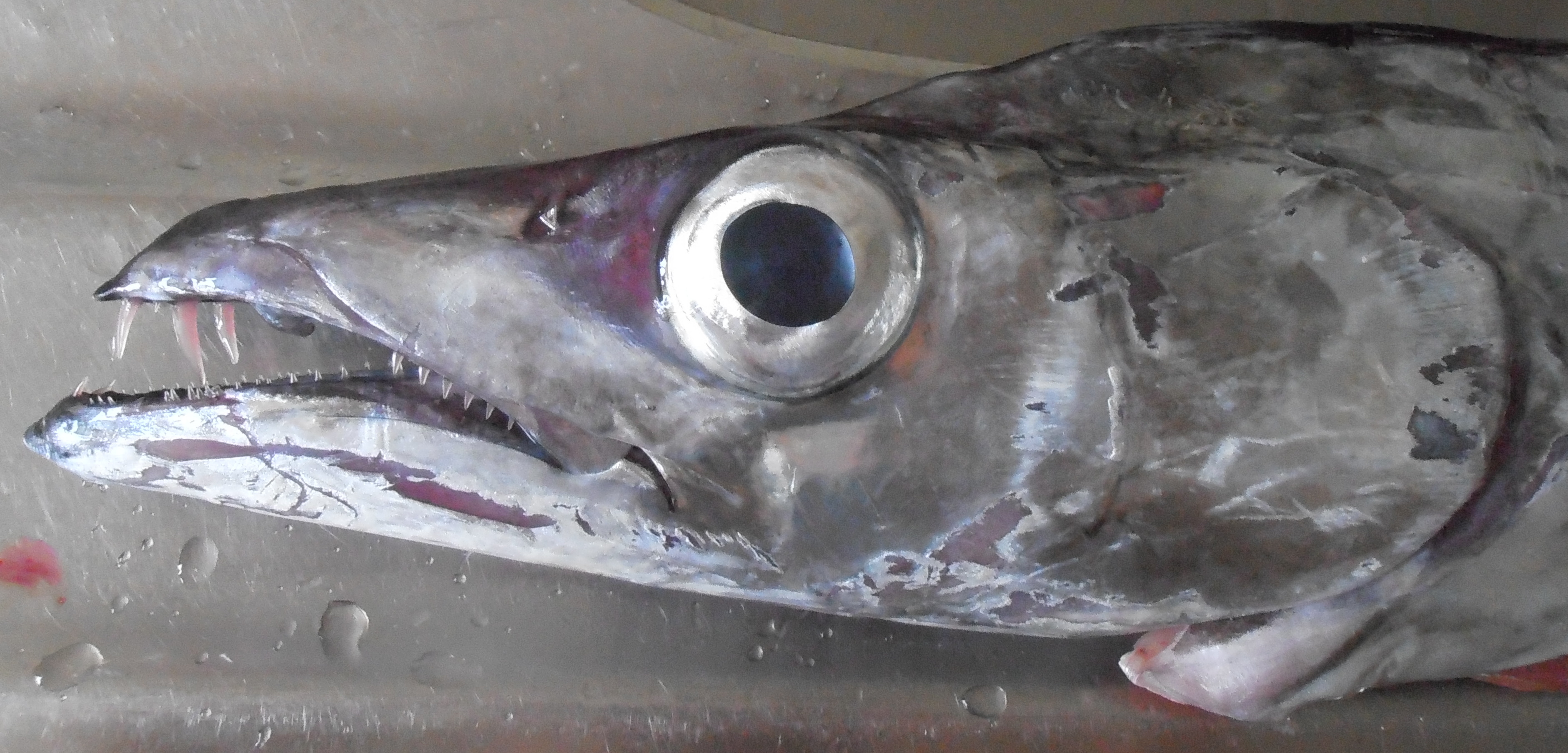
Kopf von Lepidopus caudatus

Die Länge des Kopfes entspricht in etwa 12 % der gesamten Körperlänge. Die Augen des Strumpfbandfisches sind, wie bei vielen anderen Fischarten, die in Tiefen von 200 bis 1000 Metern (Mesopelagial) vorkommen, relativ groß. Das Maul des Fisches ist schräg nach oben gerichtet und im Verhältnis zu der Größe des Kopfes ebenfalls relativ groß. Der Unterkiefer ist dabei etwas länger als der Oberkiefer. Das Maul ist gezähnt. Zudem besitzt der Strumpfbandfisch deutlich ausgeprägte Gaumenzähne.
Der gesamte Körper ist unbeschuppt und von einer charakteristischen, silbrigen und leicht abschilfernden Färbung. Bei Individuen, die aus Populationen des Nordatlantiks oder des Mittelmeers stammen, ist die Rückenflosse durchgehend schwarzgrau gefärbt. Individuen, die aus den Populationen der südlichen Hemisphäre stammen, besitzen einen schwarzen Fleck im vorderen Bereich der Schwanzflosse.
Die größten bekannten Individuen haben eine Gesamtlänge von über zwei Metern und ein Gewicht von etwa acht Kilogramm. Man geht jedoch davon aus, dass es noch größere Exemplare gibt.

## Verbreitung und Lebensraum
Der Strumpfbandfisch ist im gesamten Ostatlantik, dem Mittelmeer, dem südlichen Indischen Ozean, sowie im Südostpazifik vor den Küsten Australiens und Neuseelands verbreitet. Zudem wurde er auch an Tiefseebergen des atlantischen Rückens gefunden, wo er aufgrund seiner hohen Abundanz eine wichtige Rolle für das dortige Ökosystem spielt.
Im Allgemeinen handelt sich um eine benthopelagiale Art, die meist über dem Rand des Kontinentalschelfs vorkommt. Der Strumpfbandfisch hält sich bevorzugt über schlammigen oder sandigen Sedimentböden auf. Häufig kann L. caudatus auch im mesopelagialen Freiwasser gefunden werden.
Die von den Fischen besiedelten Tiefen können zwischen den Populationen, vor allem aufgrund der verschiedenen Bedingungen der einzelnen Habitate, variieren. Typischerweise hält er sich tagsüber in Gewässern zwischen 250 und 750 m Tiefe auf. Bei Nacht wandert er in geringere Tiefen von bis zu 50 m. In seltenen Fällen ist der Strumpfbandfisch auch in unmittelbarer Küstennähe zu finden. Zudem konnte auch eine Variation der Tiefe im Verlauf der Jahreszeiten festgestellt werden, wobei sich die Individuen während der Sommermonate in tieferen Gewässern aufhalten als im Winter. Ebenfalls konnte ein Zusammenhang zwischen der Größe der Individuen und der besiedelten Tiefe festgestellt werden. Größere und schwerere Individuen halten sich in geringerer Tiefe auf als kleinere und leichtere Individuen. Dieser größenabhängigen Verteilung in der Vertikalen könnte ein Wanderungsverhalten zugrunde liegen, welches möglicherweise im Laufe des Lebens einsetzt.

## Ernährung und Prädatoren
Der Strumpfbandfisch ist ein schwarmbildender Raubfisch. Die wichtigste Gruppe von Beuteorganismen stellen andere Fischarten dar. Der Stumpfbandfisch jagt vor allem in der Nacht und in den frühen Morgenstunden. Das Beutespektrum ist breit gestreut und kann im Verlauf des Jahres variieren.
Grundsätzlich setzt sich die Nahrung von L. caudatus aus Krebstieren, wie Leuchtgarnelen (Euphausiacea) und Zehnfußkrebsen (Decapoda), kleinen Kopffüßer (Cephalopoden) und anderen kleineren Fischen, wie beispielsweise Lampanyctodes hectoris oder Gadiculus argenteus, zusammen. In manchen Fällen werden auch kleinere Artgenossen gefressen. Im Beutespektrum der Jungtiere fallen Krebstiere besonders ins Gewicht. Größere Individuen ernähren sich hingegen vor allem von kleineren Fischen. Sie zeigen dabei ein eher pelagiales Jagdverhalten, während kleinere Individuen ihre Nahrung eher in der Nähe des Grundes suchen.
Das Beutespektrum des Strumpfbandfisches spiegelt deutlich seinen mesopelagialen Lebensraum wider. Die Größe der von L. caudatus gefangenen Beute ist proportional zu der eigenen Körpergröße. Dennoch ist das Verhältnis von Körpergröße zu der Größe der Beuteorganismen von L. caudatus, verglichen mit anderen Raubfischen, ungewöhnlich klein.
Typische Prädatoren von L. caudatus sind andere Raubfische, einige Vertreter der Plattenkiemer (Elasmobranchii) und große Cephalopoden.

## Fortpflanzung
Bei L. caudatus handelt es sich um eine getrenntgeschlechtliche Art. Die Jungtiere erreichen in einem Alter von 1,5 bis 2 Jahren erstmals die Geschlechtsreife. Beide Geschlechter können sich über das gesamte Jahr hinweg fortpflanzen. Das Reproduktionsverhalten des Strumpfbandfisches ist in dem Zeitraum zwischen Frühjahr und Herbst besonders ausgeprägt.
Diesen saisonalen Unterschieden in der Fortpflanzungsrate von L. caudatus liegt eine nur teilweise Synchronizität der Reproduktionszyklen zugrunde. Der Reproduktionszyklus der Weibchen gliedert sich in drei Phasen, die präreproduktive, die reproduktive und die postreproduktive Phase. Nach der Reproduktion treten die Weibchen in eine postreproduktive Phase ein, während der keine Fortpflanzung stattfindet. Mit dem Übertritt in die präreproduktive Phase beginnt eine erneute Reifung der Oozyten bis zum Erreichen der Geschlechtsreife. Die Fortpflanzung kann dabei mehrmals während der ausgedehnten Laichsaison erfolgen.
Der Strumpfbandfisch laicht in einer Tiefe von unter 50 m, über der Kante des Kontinentalschelfs oder im mesopelagialen Freiwasser.

## Entwicklung
Sowohl die Eier als auch die Larvenstadien des Strumpfbandfisches sind planktonisch. Der mittlere Durchmesser der Eier beträgt 1,7 mm. Etwa sechs Tage nach der Befruchtung schlüpft aus den leicht rosa gefärbten Eiern eine in etwa 5 mm große Dottersacklarve. Diese junge Larve besitzt einen dorsal hinter dem Kopf gelegenen dornförmigen Fortsatz. Die Augen sind zu diesem Zeitpunkt noch nicht vollständig entwickelt. Die etwas älteren Präjuvenilen ähneln in ihrer Körperform bereits den Juvenilen, besitzen jedoch noch nicht die für L. caudatus charakteristische silberne Färbung. Die Juvenilen entsprechen in ihrem Aussehen bereits den adulten Individuen. Die subadulten Individuen nehmen in den ersten 2–4 Lebensjahren am schnellsten an Größe und Gewicht zu. Kurz nach dem Erreichen der Geschlechtsreife verlangsamt sich das Größenwachstum. Grundsätzlich nehmen die Männchen etwas schneller an Größe und Gewicht zu als die Weibchen und erreichen dabei auch früher die Geschlechtsreife. Der Strumpfbandfisch wird bis zu 13 Jahre alt.

## Fischerei und Bedrohung

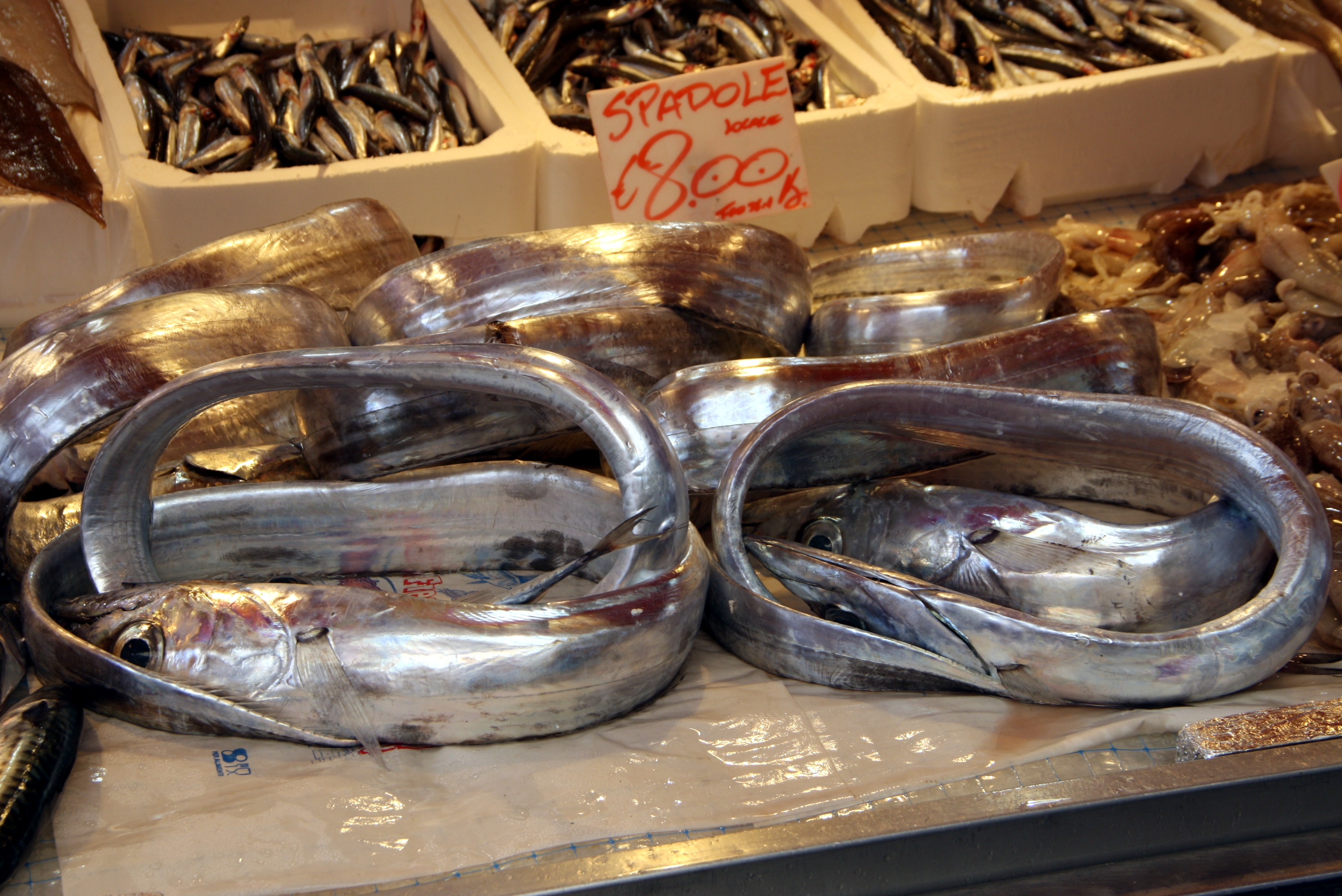
Strumpfbandfisch im Angebot auf einem Markt in Syrakus

Obwohl eine gezielte Fischerei auf L. caudatus eher selten praktiziert wird, ist der Strumpfbandfisch in vielen Ländern von wirtschaftlicher Bedeutung. In vielen Fällen handelt es sich bei dem Strumpfbandfisch um Beifang. Im nordwestlichen Mittelmeer wird L. caudatus seit Mitte der 1980er Jahre aber auch gezielt gefischt. Der Strumpfbandfisch wird typischerweise von Schiffen aus mit Hilfe von Grundschleppnetzen, Stellnetzen oder Langleinen, gefangen. Für die gezielte Fischerei auf L. caudatus werden modifizierte Langleinen eingesetzt, deren hinteres Ende metallisch verstärkt ist. Die Fangmengen, die mit Hilfe von Langleinen erzielt werden können, sind im Sommer deutlich größer als im Winter. Eine solche saisonale Rhythmik ist für die mit Grundschleppnetzen erzielten Fangmengen nicht zu erkennen. Mit Hilfe von Langleinen werden zudem in der Regel größere Individuen gefangen als mit Schlepp- oder Stellnetzen.
Die globalen Fangmengen des Strumpfbandfisches zeigten bis zum Jahr 1993 eine stetige Zunahme bis zu einer jährlich gemeldeten Gesamtmenge von 27000 Tonnen. Seitdem sind die offiziell bekannten Fangmengen bis auf einen Wert von 9000 Tonnen im Jahr 2010 gesunken. Nach Iwamoto (2015) stammen die größten länderbezogenen Fangmengen pro Jahr aus Portugal (2966 t) und Neuseeland (2638 t).
Über den tatsächlichen Bedrohungsstatus der Art kann aufgrund der unzureichenden Datenlage nur eine vage Aussage getroffen werden. Der Strumpfbandfisch wird deshalb auf der „IUCN List of Threatened Species“ als „Data Deficient“ geführt.

## Kryptische Art
Vergleichende Untersuchungen von L. caudatus-Populationen aus dem Nordatlantik und den Gewässern um Neuseeland zeigten eine hohe genetische Divergenz zwischen diesen Populationen. Durch DNA-Barcoding der mitochondrialen Cytochrom‑c‑Oxidase (COX) konnte ein genetischer Unterschied von 2,75 % festgestellt werden. Diese Nord-Süd-Differenzierung ist um ein 6-faches höher als die genetische Varianz innerhalb der jeweiligen untersuchten Populationen.
Dieses Ergebnis legt nahe, dass im Falle von L. caudatus eine kryptische Art vorliegt. Auch der deutliche Unterschied in Färbung der Rückenflosse, sowie die Unterschiede in Größe und Gewicht zwischen den Populationen der verschiedenen Hemisphären, unterstützen die Annahme, dass es sich in Wahrheit um zwei verschiedene Arten handelt. Dennoch ist diese Kontroverse noch nicht endgültig geklärt und bedarf weiterer taxonomischer Untersuchungen.